# Байракдар, Гёкдениз
Гёкдениз Байракдар (тур. Gökdeniz Bayrakdar; род. 23 ноября 2001, Кандыра, Коджаэли) — турецкий футболист, вингер клуба «Антальяспор».

## Клубная карьера
Байракдар — воспитанник клубов «Йнисехирспор», «Кандира» и «Коджаэлиспор». 30 августа 2017 года в поединке Кубка Турции против «Дюзджеспора» Гёкдениз дебютировал за основной состав последних. 10 сентября в матче «Ушак Спортиф» он дебютировал в Третьей лиге Турции. 15 октября в поединке против «Османияспора» Гёкдениз забил свой первый гол за «Коджаэлиспор». 
Летом 2020 года Байракдар перешёл в «Антальяспор». 19 сентября в матче против «Бешикташа» он дебютировал в турецкой Суперлиге. В этом же поединке Гёкдениз забил свой первый гол за «Антальяспор». 